# Eeti Nieminen
Pour les articles homonymes, voir Nieminen.
Edvard Olavi "Eeti" Nieminen, né le 29 mars 1927 et mort le 13 avril 2016, est un coureur finlandais du combiné nordique et fondeur.

## Biographie
Représentant le club Nokian Urheilijat, il obtient son premier résultat majeur aux Jeux du ski de Lahti en 1950, où il est troisième en combiné nordique.
Aux Jeux olympiques d'hiver de 1952 à Oslo, il est engagé dans le combiné nordique, où il se classe huitième et en ski de fond, où il est 21e sur le dix-huit kilomètres. En 1953, il est sacré vainqueur aux Jeux du ski de Suède.
En 1954, il est encore parmi les meilleurs, se classant sixième des Championnats du monde et troisième aux Jeux du ski de Lahti. Il prend part à son dernier championnat international aux Jeux olympiques d'hiver de 1956 à Cortina d'Ampezzo, où il est neuvième en combiné.
Après sa carrière sportive, il reste impliqué dans le sport, occupant diverses fonctions à la fédération finlandaise de ski.
Il travaille ensuite dans les affaires dans le milieu des médias et des équipements sportifs.
En 2003, il remporte la Médaille Hannu Koskivuori (fi).

## Résultats

### Jeux olympiques
| Épreuve / Édition    | Oslo 1952 | Cortina d'Ampezzo 1956 |
| Combiné nordique     | 8e        | 9e                     |
| 18 km en ski de fond | 21e       |                        |

### Championnats du monde
| Épreuve / Édition | Falun 1954 |
| Combiné nordique  | 6e         |

### Autres
- Vainqueur du combiné nordique aux Jeux du ski de Suède 1953.
- 2 podiums aux Jeux du ski de Lahti.
- 1 podium au Festival de ski d'Holmenkollen en 1955.